# Liberté Dembaya
Liberté Dembaya is een gemeente (commune) in de regio Kayes in Mali. De gemeente telt 14.400 inwoners (2009).
De gemeente bestaat uit de volgende plaatsen:
- Alahina
- Banankabougou
- Banzana
- Bongourou
- Bougarila
- Dyalla (hoofdplaats)
- Gaîma
- Goundiourou
- Heremakono
- Kamankolé
- Kéniékollé
- Kobada Banlieue
- Kobada Médine
- Konimbabougou
- Koumbamadya
- Papara
- Salabougou
- Sébétou